# Wydział Administracji i Bezpieczeństwa Narodowego Akademii im. Jakuba z Paradyża w Gorzowie Wielkopolskim
Wydział Administracji i Bezpieczeństwa Narodowego Państwowej Wyższej Szkoły Zawodowej w Gorzowie Wielkopolskim – jeden z czterech wydziałów Akademii im. Jakuba z Paradyża w Gorzowie Wielkopolskim, powstały w 2014 roku w wyniku przekształcenia dotychczasowego Instytutu Administracji i Bezpieczeństwa Narodowego. Kształci studentów na dwóch kierunkach, na studiach stacjonarnych oraz niestacjonarnych. 
Wydział Administracji i Bezpieczeństwa Narodowego jest jednostką interdyscyplinarną. W jego ramach znajdują się 3 zakłady. Aktualnie zatrudnionych jest 30 pracowników naukowo-dydaktycznych (z czego 5 z tytułem profesora, 2 doktora habilitowanego, 19 doktora i 4 magistra). Jego siedziba znajduje się przy ul. Fryderyka Chopina 52 w Gorzowie Wielkopolskim.

## Władze
- Dziekan: dr hab. Beata Orłowska, prof. AJP
- Prodziekan: dr Joanna Lubimow

## Poczet dziekanów
- dr Ewelina Agnieszka Cała-Wacinkiewicz
- dr Jacek Jaśkiewicz
- dr hab. Beata Orłowska, prof. AJP

## Kierunki kształcenia
Wydział Administracji i Bezpieczeństwa Narodowego prowadzi następujące kierunki i specjalności studiów pierwszego stopnia, na których nauka trwa 3 lata, a ich absolwent otrzymuje tytuł zawodowy licencjata:
- administracja
  - administracja elektroniczna
  - administracja europejska
  - administracja gospodarcza i finansowa
  - administracja publiczna
  - administracja zdrowia i pomocy społecznej
  - administrowanie nieruchomościami
  - menadżer administracji
- bezpieczeństwo narodowe
  - bezpieczeństwo globalne i regionalne
  - zarządzanie kryzysowe w regionie
  - administrowanie bezpieczeństwem

## Struktura organizacyjna
- Zakład Bezpieczeństwa Narodowego
- Zakład Administracji
- Zakład Kryminologii Stosowanej